# 太陽能手電筒

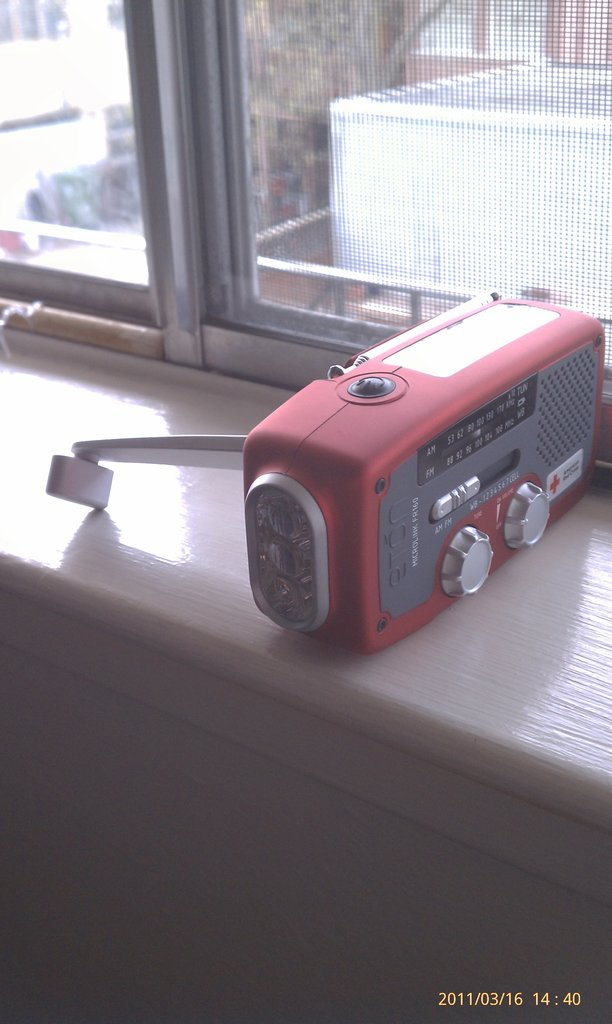
一个带内置收音机的太阳能手电筒

太陽能手電筒是一種以太陽能作為電力來源的手電筒。大多数这些手电筒使用LED照明灯，因为它们与白炽灯泡相比具有更低的能量消耗。

## 特点
太阳能手电筒的特点和容量各不相同。典型的太阳能手电筒可以给距离50米远的物体提供有用的照明水平，并且光束可以在更长的距离上可见。用于电池充电的太阳能电池具有不确定的预期寿命。太阳能手电筒在白天充电后可能会产生几个小时的光。这些手电筒可以设计成耐冲击，防风雨和能漂浮。
其他型号包括诸如太阳能手机充电器，AM / FM收音机或在紧急情况下要求帮助的警报器等功能。 一些型号包括手摇发电机在夜间充电 。一个实验性的太阳能手电筒的信用卡的大小具有由16个太阳能电池供电的白色LED。
結構與其他以電池作為電力來源的手電筒類似。有些也會製作成電池及太陽能兩用的手電筒。

## 歷史
太陽能手電筒的概念很早及被人們所提出，許多人提出來基於趣味，或當作笑話看待。因為早期人們多認為以太陽能作為能源來源的機械只能在有光源的情形下運作，這和手電筒一般於無光情形下運作的概念相違背，認為會大大的減低了它的實用性。也因此這個概念常常被人視為無用之物，多此一舉，或者是對不可行的計劃的代名詞。例如在恆春兮、哆啦A夢和國產凌凌漆大戰金槍客等作品裡面，太陽能手電筒也是作為笑話出現。
然而，太陽能手電筒並不是不切實際的構想，只要設計上能夠儲存太陽能所發出的電力，手電筒一樣可以在無光的情形底下使用一段時間。尤其是在野外使用的情況下，陽光遠遠比人工電源更易獲取，所以許多是太陽能手電筒是設計為野外使用。只要有充足的存電能力和省電的燈泡，太陽能手電筒其實是非常實用的發明。